# Том Лајкис
Томас Џозеф Лајкис (енгл. Thomas Joseph Leykis; Бронкс, 1. август 1956) је амерички радијски водитељ познат као домаћин радијске емисије Том Лајкис Шоу која се емитовала од 1994. до 2009. године (национално синдицатед), и април 2012. до 2018. године (Интернет стримкаст/подкаст). Емисија прати формат врућих разговора, што је Лајкису донело велики успех, посебно на радио тржишту Јужне Калифорније. Због провокативне природе емисије, Лајкиса су често описивали као шок-шалу. Најпознатија карактеристика емисије је „Лајкис 1на1“, у којој он жели да научи мушкарце како да остваре секс уз трошење најмање времена, новца и труда. 

## Младост
Том Лајкис је рођен 1. августа 1956, у време када су његови родитељи, Хери и Лаура (девојачко О’Мара), живели у Бронксу.  Лајкис је рано детињство провео у Бронксу, Њујорк,. Има две сестре (Тери и Ен) и брата (Џима). Лајкис је ирског и јеврејског порекла. Његов деда је Јеврејин, пореклом из Кијева, емигрирао је у Литванију, а касније у Сједињене Државе средином 20. века. Том Лајкис је више пута изјавио да његова лоза није важна за његов живот и његова достигнућа у радио послу. Његов отац је био синдикални вођа Њујорк Поста. У једном тренутку Лајкисовог детињства, преселио се са породицом у Селден, Лонг Ајленд, где је завршио средњу школу и са 16  година. Потом се одселио из породичне куће да би студирао радијско емитовање на Универзитету Фордам који је касније напустио је због финансијских проблема. 

## Каријера
Лајкис је радијску каријеру започео у држави Њујорк 1970. године. Са 14 година, био је заменски водитељ за WBAB радио-станицу, а 1979. године је почео да ради за WFAN-FM комедију WPIX-FM Марка Симона под називом Симонов телефон, где је био представљен као помоћник домаћина. Средином 1970-их Лајкис је био домаћин једне од првих ТВ емисија са јавним приступом на систему Кејблвижн на Лонг Исланду, "Графити час", програм за позивање. Лајкис је на крају напустио WPIX, а касније је отишао на WBAI. Наушта и ту станицу у јесен 1981. године и одлази у Албани да ради на WQBK. Лајкис је такође допринео емисији под називом Телефонска говорница на WABC која се завршила 1981. године. После његовог одласка из WABC-а, Лајкису је понуђен посао са сталним радио-емитовањем у Стаунтону, Вирџинија.
Као најзначајнији тренутак заслужан за његово фокусирање на радијску каријеру Лајкис приписује инциденту који се догодио почетком 1980-их, у којем га је његова тадашња девојка избацила из стана, јер је сматрала да он не зарађује довољно; он је од тада изјављивао да је ово био један од најважнијих догађаја у његовом животу. Неколико година касније, Лајкис се појављује у епизоди емисије 20/20 где је она контактирала њихову емисију у покушају да се помире и он је то одбио. 
У понедељак, 27. фебруара 1984, емисија Том Лајкис шоу емитована је на WNWS станици у Мајамију, замењујући ноћни програм WNWS коју је водио радијски водитељ Нил Роџерс. Роџерс, који је претходно потписао сукобљене уговоре о раду са WNWS (790 АМ) и WINZ (940 AM) управо је добио дозволу суда у Мајамију да своју емисију изводи на WINZ радију и надао се да ће напуштање WNWS-а бити погубно за Лајкисов програм. Роџерс и Лајкис су постали ривали и, јуна 1984. године, непосредно након убиства водитеља радио емисије Алана Берга у Денверу, Лајкис је рекао слушаоцима право име Нила Роџерса и позвао их да узнемиравају његовог ривала током емисије. До јануара 1985. Лајкисова емисија је постала најслушаниј вечерњи шоу. У септембру 1985. Лајкис је нагло напустио посао за WNWS услед забринутости због предстојећег спајања радија WNWS и WGBS и наставио је даљи рад у Фениксу на радију KFYI.

По одласку из Феникса, Лајкис се преселио у Лос Ангелес да би радио за KFI, где је водио талк-радио програм од 1988. до 1992. године,  као либерални пандан Рашу Лимбу. За то време, KFI  је погођен казном од стране  Федералне комисије за комуникације за непристојност током емитовања у износу од 6.000 америчких долара због Лајкисових коментара у етеру; међутим, казна је у потпуности плаћена из доприноса слушалаца.
Дана 29. септембра 1992, управа KFI је отпустила Лајкиса са само сат времена отказног рока, на основу онога што Лајкис тврди да су назвали „пословном одлуком“; KFI је преузео обавезу да му исплаћује уговорену плату, која се процењује на 400000 америчких долара годишње, за преосталих шест месеци његовог уговора.
Лајкис је следећи пут прешао у Бостон и WRKO. Касније је напустио станицу у Бостону ради новог посла у Лос Анђелесу, након оглашавања кућних немира са тадашњом супругом Сузан крајем 1993. године. У марту 1994. године издата је преткривична опомена и оптужбе које су произишле из тог напада одбачене су у замену за његово присуство у програму за преваспитавање насилника.
Године 1994. Лајкис је започео радијски програм који се емитовао широм земље, Шоу Тома Лајкиса (енгл. The Tom Leykis Show) на Вествуд 1 радију из Кулвер Ситија у Калифорнији. Последње године емисије произведене су из холивудских студија Парамоунт пикчерса.
Лајкис је у јулу 2010. године започео мрежни програм Њу нормал нетворк (енгл. The New Normal Network), која садржи стримове попут Њу нормал мјузик.

## Лични живот
Лајкис је разведена и нема деце. Изјашњава се као атеиста, мада је одгајан као католик. Ожењен је и разведен четири пута, што је без задршке редовно објављивао у етеру. 
Његов други брак био је био са телевизијском репортерком Кристином Гонзалез. Лајкис тврди да је открио њено неверство након што је проверио одређене хотелске рачуне које је пронашао. Следећи брак, који је трајао годину дана, био је са женом из Сијетла 1989. године, која је била слушатељица његове емисије. 
Његова четврта супруга Сузан Дрејв Лајкис, која се Лајкиса први пут упознала на утакмици Лос Анђелес кингса, поднела је полицијски извештај против њега док су били у браку и живели у Бостону 1993. године. Дана 22. децембра исте године, тврдила је тврдила да ју је Лајкис напао и да јој је претио да ће је убити током туче, након што су се вратили кући са божићне забаве у радио станици. После тога оптуже је за „кривично дело физичког насртаја и претње да ће починити злочин”; полицајац је на жени затекао модрице и огреботине. Марта 1994. године, Лајкис је осуђен на годину дана условног и наређено му је да похађа часове против насиља у породици. Оба је испунио, а оптужбе су одбачене, иако Лајкис није признао кривицу као део споразума. Пар се од тада развео.
У августу 2004. године Лајкис је нападнут испред бара у Сијетлу. Током напада ударен је у лице и оборен на земљу, због чега му је било потребно 17 шавова преко једног ока, а задобио је и огреботине и модрице на коленима. Нападач је наводно имао саучесника који је оптужио Лајкиса да га је назвао погрдним именом и да му је прекинуо везу током живог програма. Осумњичени су напустили место догађаја таксијем пре доласка полиције и касније су притворени. Лајкис је одбио кривично гоњење и сматрао је да је неколико дана затвора довољно.
Крајем 2016. године, опседнут обожаватељ је наводно звао емисију око 200 пута недељно и упућивао претње Лајкису. Досуђено је трогодишње ограничење приласка.